# Kvibergs marknad

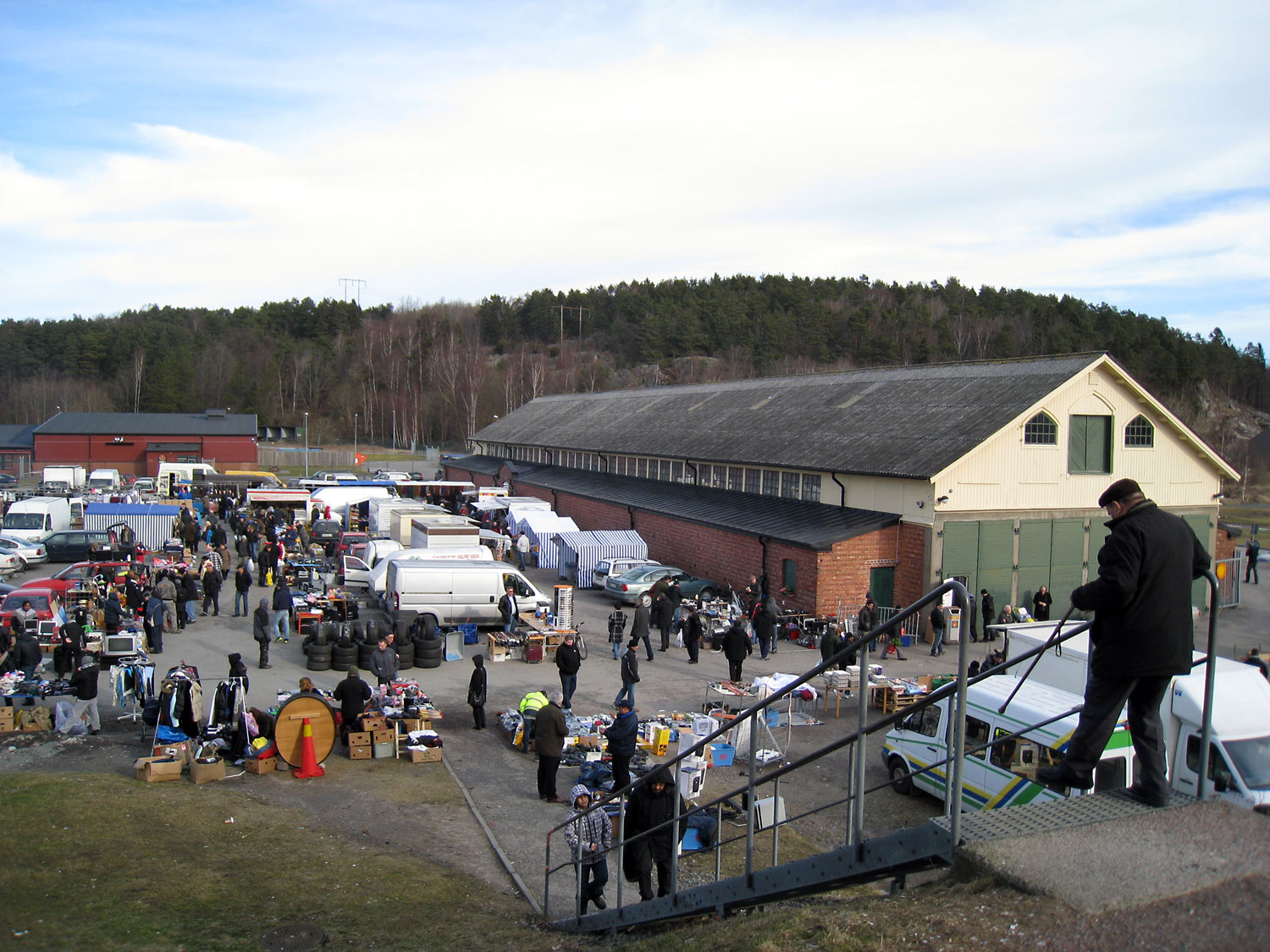

Kvibergs marknad ligger i stadsdelen Kviberg, Göteborg. Marknaden är inhyrd i de gamla häststallarna på Kvibergs artilleriregemente och har 160 så kallade spiltor som hyrs ut. Försäljningen består bland annat av antikviteter, möbler, konst, kuriosa, glas och porslin, samlarföremål, böcker, husgeråd, tekniska apparater, kläder, tyger, leksaker, nya varor, hantverk, verktyg, arbetsredskap.
Kvibergs marknad ägs av kommunen genom Higabgruppen som hyr ut lokalerna till Hans Cederberg, som hyr ut till marknadshandlarna. En mindre del av marknadsplatsen försvann i februari 2010. Hyreskontraktet med Higab gick ut helt i februari 2011. 10 000 - 15 000 besöker marknaden varje helg.